# Роннебург (замок, Латвия)
Роннебург (нем. Burg Ronneburg, латыш. Raunas viduslaiku pils) — руины средневекового замка на высоком холме в городе Рауна, в Цессиском районе, в историческом регионе Видземе, Латвия. Крепость была резиденцией рижских архиепископов. Здесь они могли найти защиту во время конфликтов с горожанами Риги или рыцарями Тевтонского (Немецкого) ордена (его Ливонского ландмейстерства). В мирное время архиепископы использовали Роннебург как осеннюю резиденцию. 

## История

### Ранний период

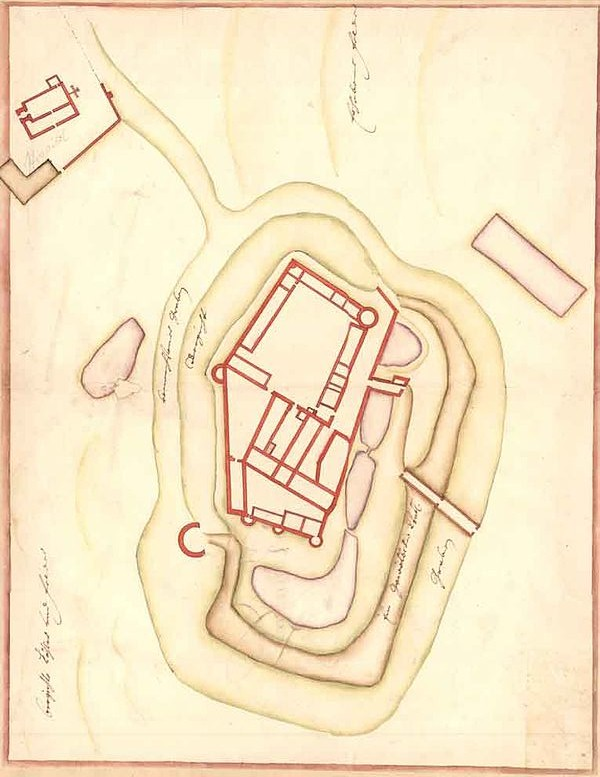
Схема замка по состоянию на XVII век

Автономная рижская епархия как почти независимое государство сформировалась в 1253 году при архиепископе Альберте II Зуэрбеере. Тогда же началось строительство трёх административных центров епархии в разных частях владений в Ливонии. В числе прочих был основан замок Роннебург, который находился на важном торговом пути между Ригой и Псковом. Название возможно связано с искажённым именем местного ручья Рауна (Ronne). Ряд латышских историков считает, что укрепления (или городище) на холме в Рауне существовали и до захвата Ливонии немецкими рыцарями. Раскопки на городище Танискалнс велись в 1938-39 годах под руководством Ф. Баллода.     
Основные укрепления, вероятно, появились в 1262 году. Правда, существует версия, что замок начал строить только следующий после Альберта II архиепископ —  Иоганн I Лунен (Йоханнес фон Люн). Во всяком случае, об этом свидетельствуют сохранившиеся надписи, высеченные на камнях замка. По этим сведениям, строительные работы велись в 1273–1284 годах, однако историк архитектуры Рената Римша указывает, что подтверждения этим данным в других исторических источниках нет. 
Первое сохранившееся письменное упоминание замка Роннебург встречается в письме архиепископа Иоганна IV фон Зинтена 9 декабря 1381 года. Так как сообщение написано на латыни, то крепость упоминается как «Кастро Ностро Роннеборг» (Castro Nostro Ronneborgh).  
По версии эстонского историка Армина Туулсе, замок был построен только в середине XIV века.   
После строительства замка вокруг него стали селиться ремесленники и торговцы. Так возник город, названный так же, как и замок, - Роннебург.  
С 1405 по 1418 год в результате глубокого экономического кризиса Рижскому архиепископу пришлось заложить значительную часть своих владений вместе с замком Роннебург магистру Тевтонского ордена. В 1418 году архиепископ смог получить свою собственность обратно. В том числе и пришедший в упадок замок. Однако из-за очередного конфликта с рижскими бюргерами именно Роннебург архиепископы сделали своей главной резиденцией. В частности, архиепископ Вильгельм Бранденбургский проживал здесь с 1530 года, а Сильвестр Стодевешер постоянно оставался в Роннебурге очень долгое время: с 1448 по 1479 год.
В Роннебургском замке была одна из первых библиотек на территории Латвии. Для сохранности своих книг архиепископ предпочитали хранить ценные рукописи не в Риге, а в замках Кокенсгаузен и Роннебург. 
В конце 1470-х годов в очередной раз обострились противоречия между администрацией архиепископства и рыцарями Ливонского ордена. Во время так называемой «Войны священников» (Pfaffen-Krieg) отряды ливонского ландмейстера Бернда фон дер Борха напали на владения архиепископа. Рыцари быстро завоевали несколько епископских замков. Уже в 1479 году в их власти оказались крепости Тройден, Смилтен, Лемзаль, а также Роннебург. Как сообщали хроники ордена, всё произошло всего за две недели «без удара мечом или выстрела из лука». Новому архиепископу Михаэлю Хильдебранду пришлось пойти на значительные уступки, чтобы в 1484 году наконец вернуть свои владения.

### Упадок и разрушение

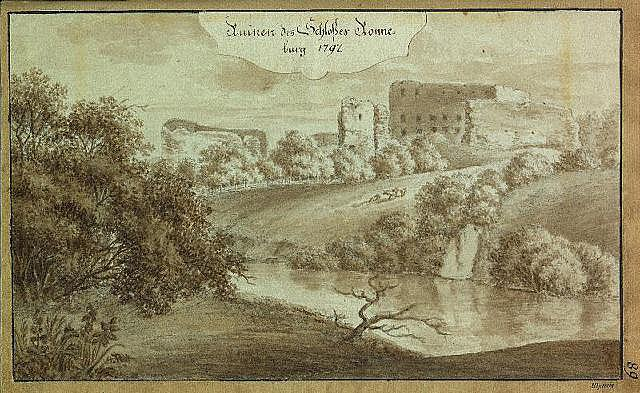
Руины замка на рисунке 1797 года

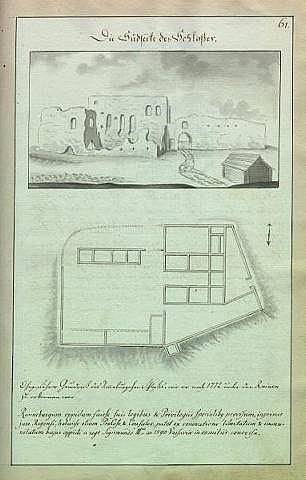
Рисунок руин и чертёж замка, сделанные в 1772 году

В XV и XVI веках, особенно при власти архиепископа Яспера Линде, укрепления Роннебурга был усилены мощными круглыми башнями, способными выдержать обстрел осадной артиллерии. Кроме того Линде значительно благоустроил свою резиденцию. В числе прочего, по его приказу в Роннебурге появилась галерея портретов всех рижских архиепископов.   
Накануне Ливонской войны, в 1556 году, замок снова перешёл под власть Тевтонского ордена. Масштабное вторжение войск Ивана IV Грозного привело к страшному разорению Северной Ливонии. Почти все замки и крепости (кроме Риги, Ревеля и укреплений на островах Моонзундского архипелага) оказались захвачены, разграблены и разрушены. Роннебург находился под контролем воевод Ивана IV Грозного с 1577 по 1582 год. За это время серьёзного ремонта укреплений не проводилось. 
После поражения Московского царства в Ливонской войне замок захватила армия Речи Посполитой. В составе Венденского воеводства крепость перешла под власть польских наместников. Поляки считали более важным возрождение укреплений замка Венден. Поэтому Роннебург утратил своё прежнее значение и не восстанавливался. 
Окончательно сохранившиеся укрепления Роннебурга оказались разрушены в ходе Северной войны (1655-1660), когда за контроль над Северной Ливонией воевали между собой с одной стороны Шведское королевство, а с другой — Речь Посполитая. Сначала замок захватили шведы. Но отряды генерала Винцента Гонсевского в 1657 году смогли отбить Роннебург. Однако ненадолго. Войска фельдмаршала Роберта Дугласа вторично завоевали крепость.
В 1660 году Роннебург окончательно перешёл под власть шведов, которые использовали остатки зданий Роннебурга как конюшню. Для полноценного ремонта крепости у них не хватало ресурсов. В период шведского владычества была сделана всего одна попытка провести реконструкцию Роннебурга. Для этого в 1683 году снесли многие прежние фрагменты фортификационных сооружений. Но серьёзные строительные работы так и не начались. И шведский король вовсе вычеркнул замок из списка крепостей. 
По итогам Великой северной войны (1700-1721) земли Ливонии в 1721 году вошли в состав Российской империи. Однако расположение Роннебурга больше не имело важного стратегического значения. С тех пор крепость лежала в руинах. Значительная часть старой каменной кладки использовалась местными жителями как строительные материалы. Поэтому от внешнего кольца стен и башен почти ничего не осталось.

### XX-XXI века
Попытки если не восстановить, то хотя бы спасти руины от полного исчезновения предпринимались ещё в начале XX века.   
Во время Второй мировой войны у стены замка латышскими коллаборационистами были расстреляны 14 местных жителей, среди которых был кавалер Ордена Лачплесиса Артур Петрович Милниньш-Милнис. Останки погибших были позже перезахоронены на гражданском кладбище в семейных могилах, а на месте расстрела в 1982 году была установлен камень с именами погибших, среди которых только пятерых можно назвать советскими активистами, как о том гласит надпись на камне, а остальные были их родственниками или вообще посторонними людьми.
Работы по консервации развалин по-настоящему начались только после обретения Латвией независимости и вступления в Евросоюз: в 2005—2006 году. Несмотря на скромные средства, которые находились в распоряжении реставраторов, за последующие годы удалось провести серьёзный комплекс работ. В том числе была благоустроена территория вокруг замка и внутри руин. В 2020 году начался новый этап консервации развалин в рамках латвийско-российского проекта приграничного сотрудничества «Ландшафт как ресурс для туризма и предпринимательства» (LV-RU-052), предусматривающего реставрационные работы в латвийских Рундале и Рауне и российской Ропше. Программа работ предусматривает укрепление обрушившихся стен, восстановление швов, восстановление оконных проёмов в сотрудничестве с исследователем Средневековья, доктором архитектуры Илмаром Дирвейком и архитектором Артуром Лапинем, специализирующемся на исследовании средневековых замков. Реставрационный метод применяется также в местах, где консервация не позволяет сохранить каменные стены.

## Описание замка

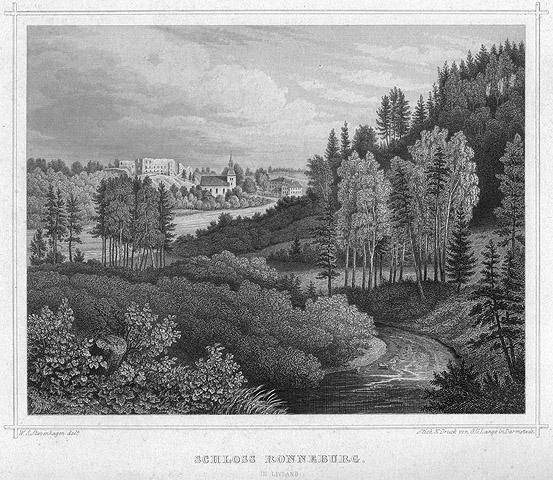
Руины замка на рисунке 1866 года

Замок находится на высоком холме. Пологие склоны холма после строительства замка в ходе специальных земляных работ сделали более крутыми. Крепость была обнесена кольцевой стеной с несколькими башнями. 
Внутри замка имелся достаточно просторный двор. Главная резиденция, в которой находились в том числе и личные покои архиепископа, представляла из себя внушительное здание длиной 47,5 метров и шириной 35,7 метров. Оно имело П-образную форму. Внутри существовал небольшой дворик. К южной части восточного крыла этого сооружения примыкали две часовни. Возле западного крыла имелись трапезная и жилые постройки для слуг и воинов архиепископа. 
В XV и XVI веках снаружи стен замка построили три мощные каменные башни. Они должны были обеспечить надёжную защиту цитадели. Одна из башен, по имени архиепископа, при котором была возведена, получила название «длинный Каспар». Фактически Роннебург защищало двойное кольцо стен. 
Ещё одним важным элементов фортификации стали глубокие рвы и рукотворные пруды вокруг замка, созданные с южной и восточной стороны. Нетрадиционным решением стал главный вход в замок, который по сути представлял из себя подземный ход под внешним кольцом стен с восточной стороны.

## Современное состояние
Сохранились фрагменты части стен внутренних укреплений замка и здания бывшей резиденции. В 2008 году одна из башен была частично восстановлена. Сверху над ней возвели крышу, а внутри создали экспозицию, посвящённую истории Роннебурга. На верхнем этаже башни оборудовали смотровую площадку.  
Из внешних укреплений можно видеть только основания. В частности, от башни «длинный Каспер» остался только фундамент диаметром семь метров. 

## Галерея

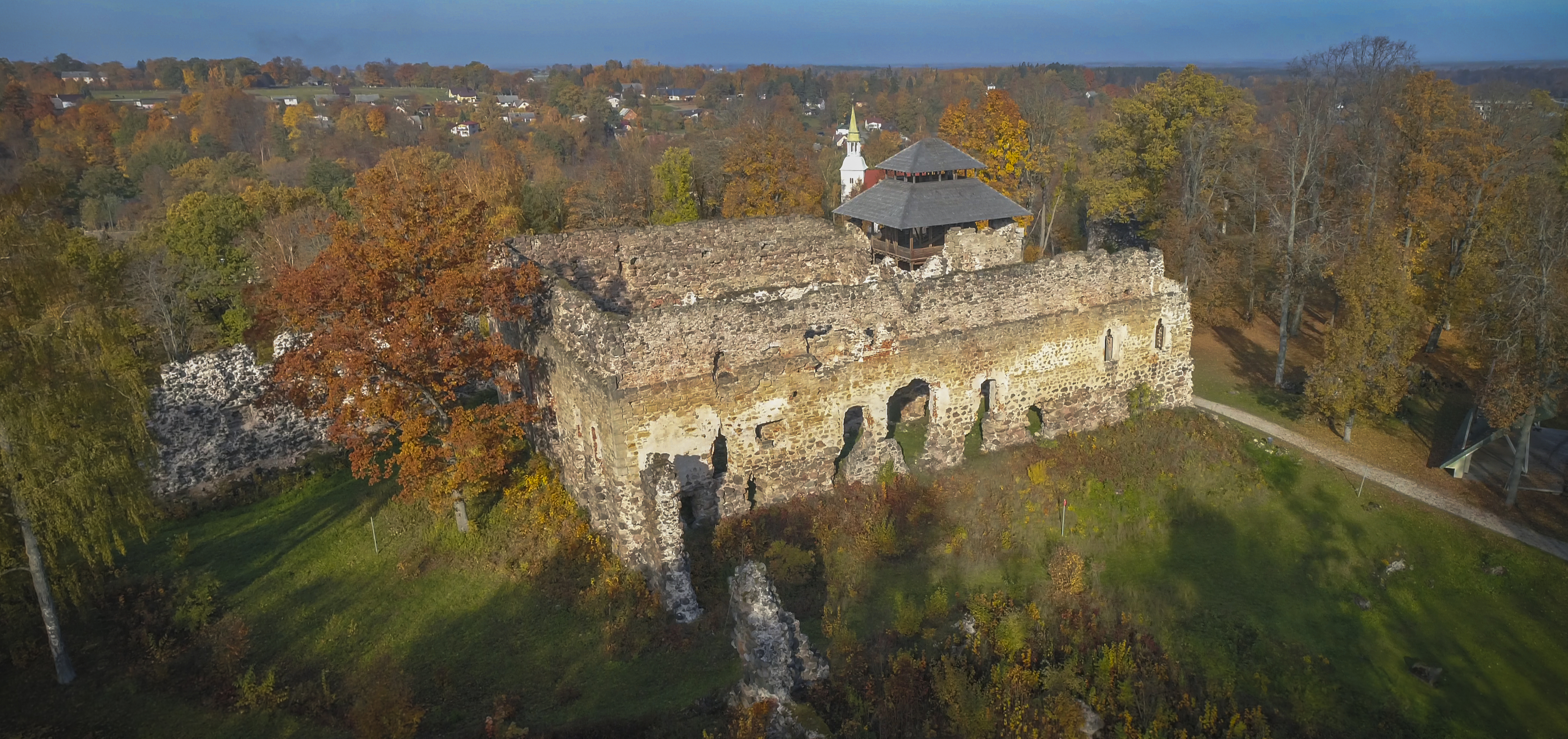
Вид руин замка с высоты птичьего полёта
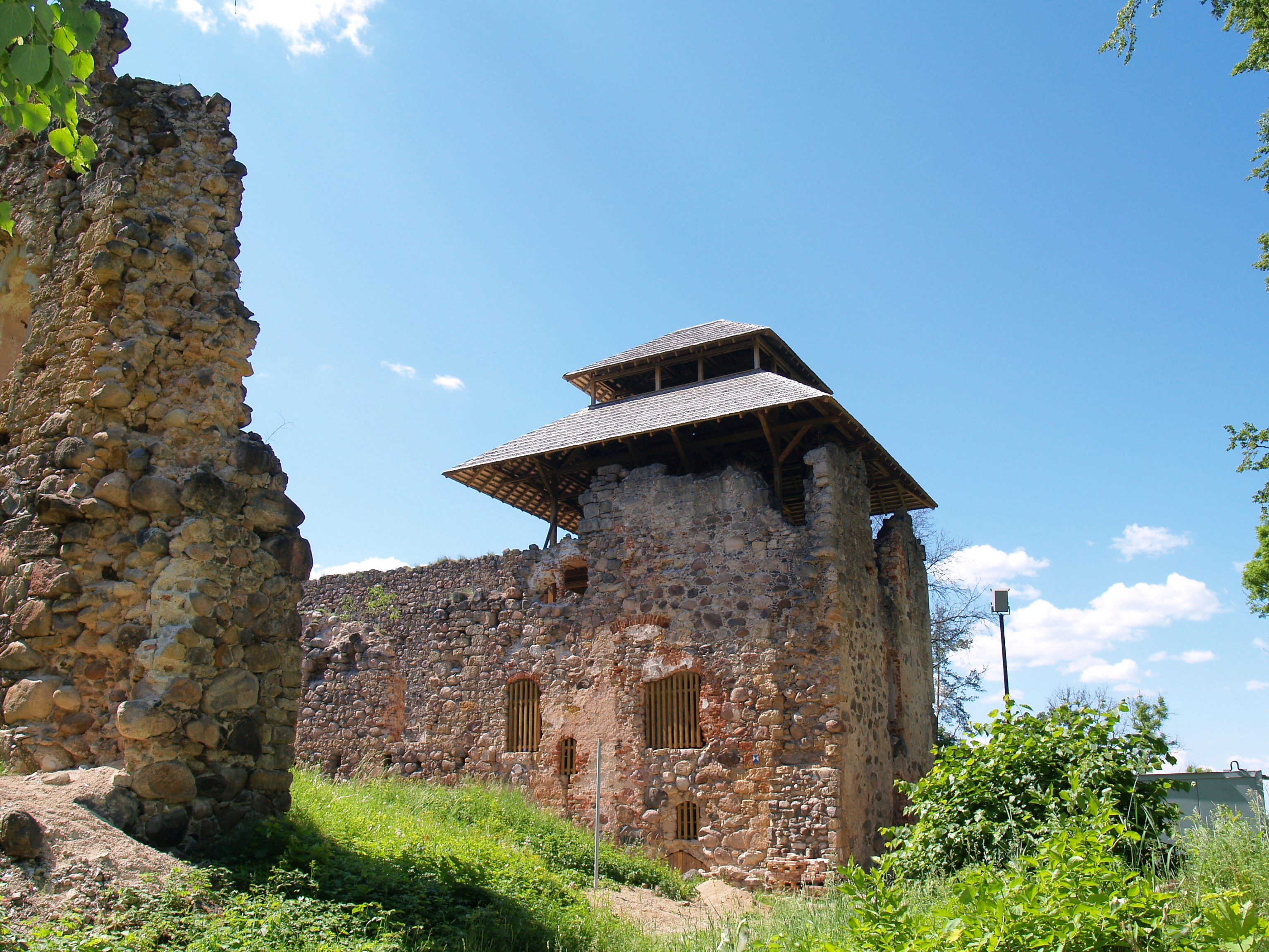
Башня со смотровой площадкой
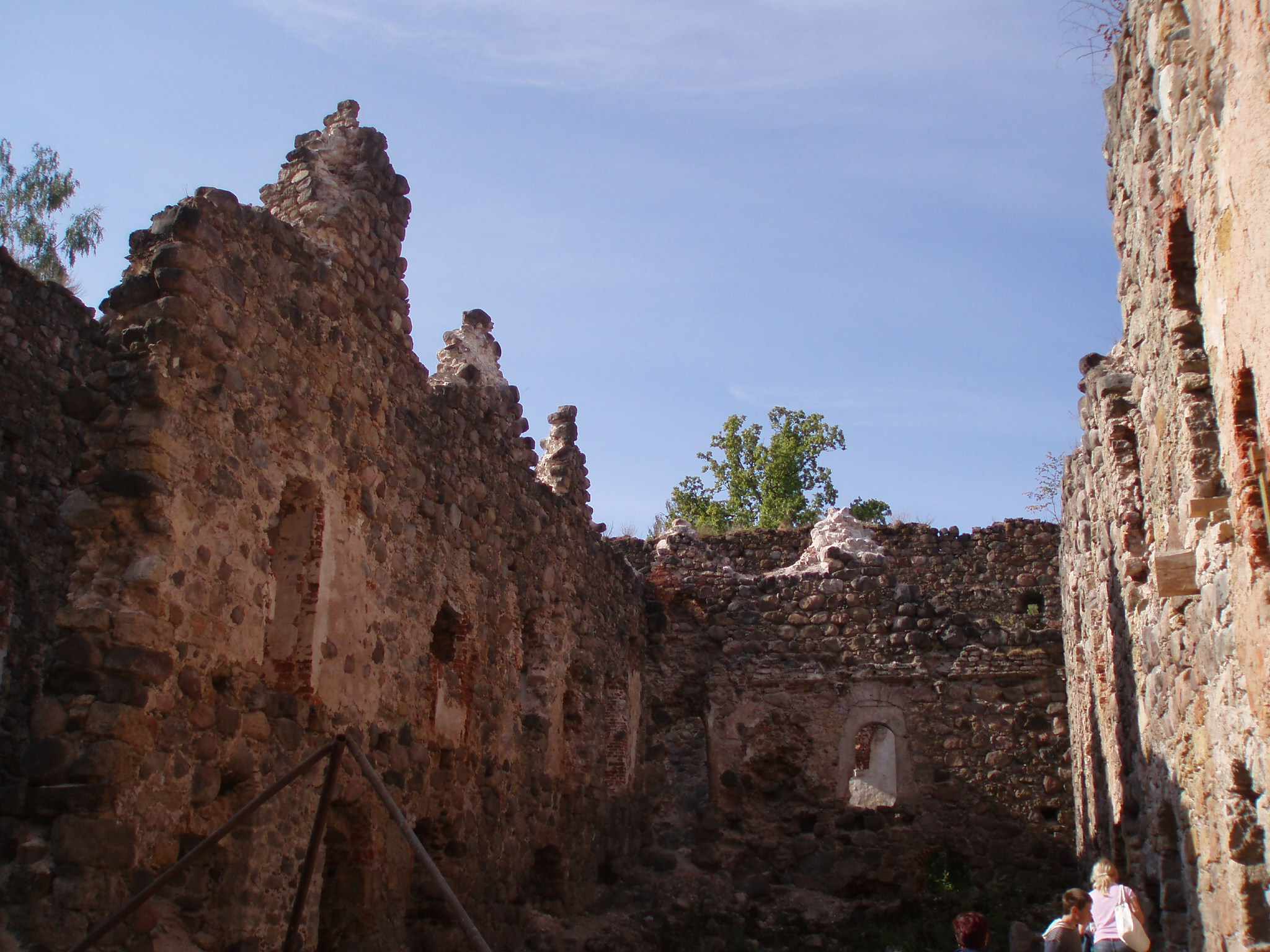
Руины бывшей резиденции архиепископа изнутри
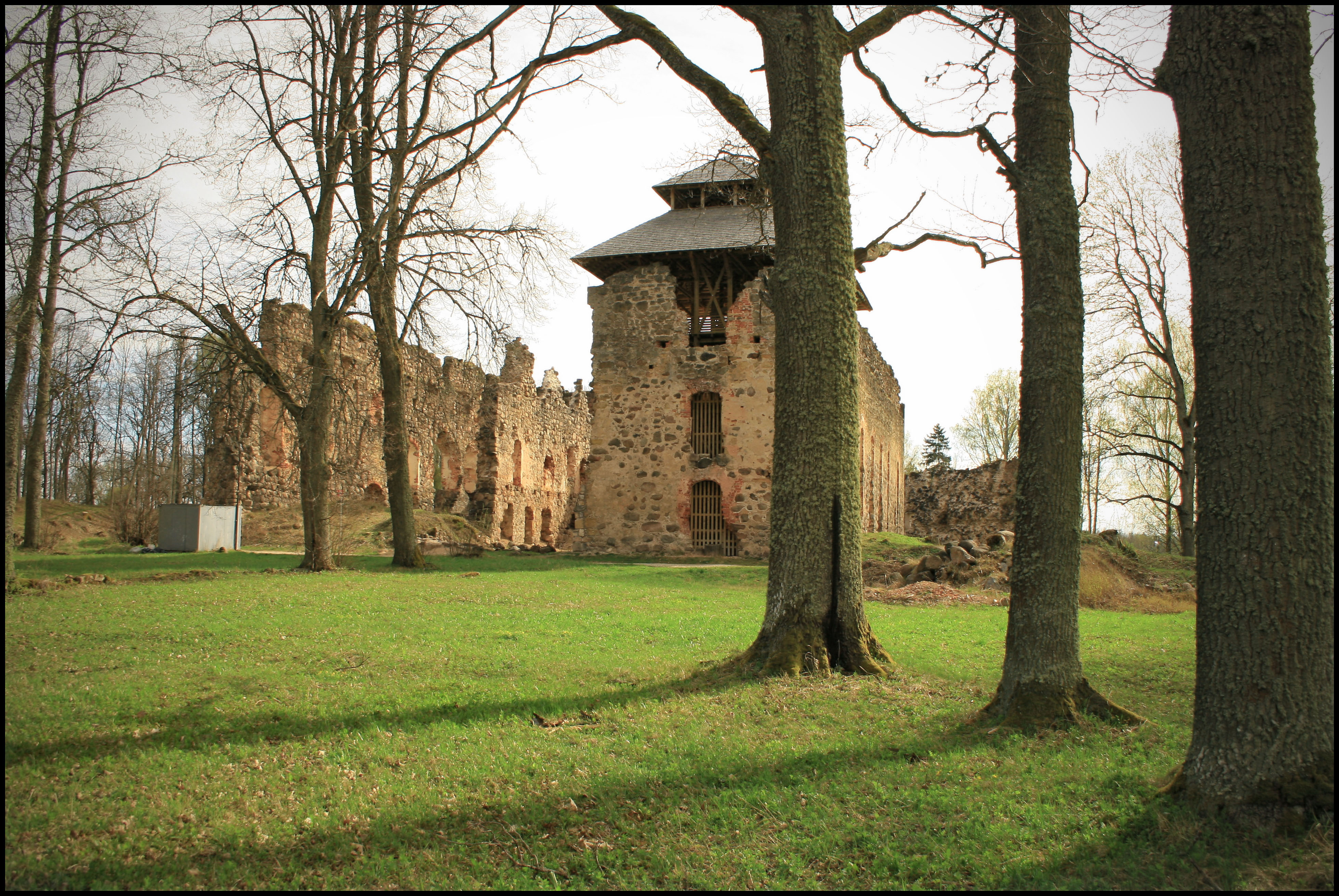
Территория бывшего внутреннего двора замка
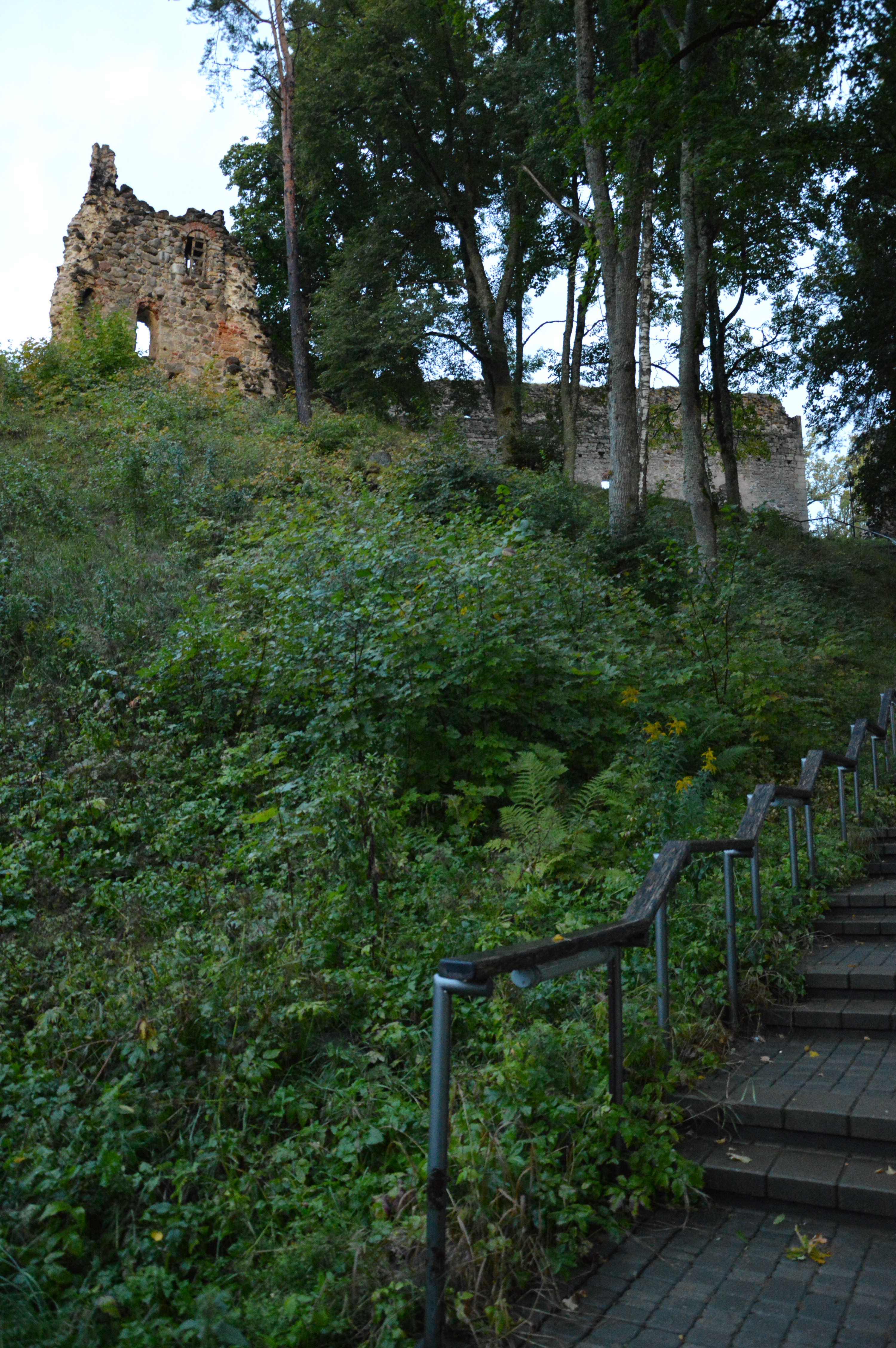
Вида руин замка снизу